# Sant'Andrea della Colonna
Sant'Andrea della Colonna ou Igreja de Santo André da Coluna era uma igreja de Roma, Itália, localizada no rione Colonna, ao lado da Coluna de Marco Aurélio, de onde vem o seu nome, onde hoje está a Piazza Colonna e demolida no século XVI. Era dedicada a Santo André.

## História
A primeira menção a esta igreja é da época do papa Agapito II (r. 946–955), quando ele a entregou aos monges de San Silvestro in Capite, que ficaram responsáveis por manter e cuidar da coluna. Para isto, os monges criaram uma taxa cobrada de todos que queriam visitar a coluna e, através de uma estreita escada interna, admirar a cidade do alto. Uma lápide conservada em San Silvestro, relembra que, num certo momento no início do século XII, a gestão da coluna e da igreja foi entregue a outros e o abade de San Silvestro ameaçou com a excomunhão todos os que cobrassem pelo uso da coluna ou da capela.
A igreja foi mencionada no Catálogo de Cencio Camerario, do fim do século XII, com o nome de "Sancto Andree de Columpna". Um diário anônimo, do século XIV, menciona uma enchente no Tibre em 1345 e relembra que a água chegou até "Sant'Andrea de Colonna onde estava a grande coluna".
Um catálogo de igrejas romanas de 1555 lembra sua demolição por obra do papa Paulo III (r. 1534–1549) e ela não foi mais mencionada em catálogos posteriores. Segundo Hülsen, a hipótese defendida por Mariano Armellini e outros autores, de que ela teria sido demolida pelo papa Sisto V em 1586 para a retificação da Piazza Colonna está errada. 

## Interior
No século XV, a igreja tinha três altares: o altar-mor, dedicado a Santo André, e dois laterais, dedicados ao apóstolo João e à Imaculada Conceição. A igreja, como era usual na época, tinha um pequeno cemitério e fontes antigas relatam a descoberta de ossadas na área em 1623. Nele estavam sepultados vários membros da família nobre dos Cancellieri del Bufalo que, uma vez demolida a igreja, conseguiram autorização papal para transformar uma das capelas laterais de Santa Maria in Via em uma capela particular.